# Sol Hess
Pour les articles homonymes, voir Hess.
Sol Hess est un musicien, chanteur et scénariste de bande dessinée britannique, né à Londres le 21 mars 1984.

## Biographie
Il est élevé par sa mère danseuse, Mauricette Fortunée Hess, et sa grand-mère, la peintre contemporaine I.J. Berthe Hess.
C'est à l'âge de 11 ans qu'il arrive en France, où il habite depuis, et mène ses divers projets musicaux, dont Sweat Like An Ape !,, et Sol Hess & the Boom Boom Doom Revue, notamment régulièrement aux côtés du musicien et auteur, Jérôme d'Aviau (Sweat Like An Ape! et Docteur Culotte). Il a écrit les scénarios de La Lionne, bande-dessinée en 2 tomes, avec Laureline Mattiussi au dessin et Isabelle Merlet aux couleurs, sortie chez Treize Étrange (Glénat). En 2021, sort son premier album solo, The Missing View, mixé par Rubin Steiner, chez Platinum records en France et P572 au Canada.
En 2022, il crée le label Club Teckel.

## Discographie
- 2024: Sol Hess: Waiting For The Cricket Choir (Platinum records/P572)[8]
- 2021: Sol Hess & the Boom Boom Doom Revue: And The City Woke Up Alone (A Tant Rêver Du Roi/P572)[9]
- 2021: Sol Hess : The Missing View (Platinum records/P572)
- 2019: Sweat Like An Ape! : Spells That Rhyme (Platinum records)
- 2017: Sweat Like An Ape! : Dance To The Ring In Our Ears (Platinum records)
- 2016: Sol Hess & the Sympatik's : The Things We Know (P572/Catulle & Ramón Records)[10]
- 2015 : Sweat Like An Ape! : 45 tours 40 days 40 nights (Platinum records)
- 2015 : Sweat Like An Ape! : Sixty Sinking Sailing Ships (Platinum records)[11]
- 2014 : Docteur Culotte : Olga (P572/Catulle & Ramón Records)[12]
- 2012 : Sol Hess & the Sympatik's : Hanadasan (Autoproduit)
- 2011 : Sol Hess & the Sympatik's : 45 tours (To Star In A) Silent Movie/Old Man Wilson (Autoproduit)

## Publications
- 2011 : La Lionne, Livre 1, Laureline Mattiussi (dessin), Sol Hess (scénario), Isabelle Merlet (couleurs), éditions Treize Étrange
- 2013 : La Lionne, Livre 2, Laureline Mattiussi (dessin), Sol Hess (scénario), Isabelle Merlet (couleurs), éditions Treize Étrange